# Tales Out of Luck (Me and the Drummer)
Tales Out of Luck (Me and the Drummer) es quincuagesimoprimer álbum de estudio del músico estadounidense Willie Nelson publicado por la compañía discográfica Luck Records el 6 de junio de 2000. El álbum, el primero de Nelson publicado en la nueva década, incluyó regrabaciones de sus propias composiciones grabadas en la década de 1960. Fue grabado en directo en el estudio de grabación con The Offenders, la banda con la que tocaba Nelson en los años 60. 

## Lista de canciones
1. «Me and the Drummer» - 5:09
2. «Home Motel» - 4:07
3. «Let My Mind Wander» - 5:04
4. «I'd Rather You Didn't Love Me» - 3:25
5. «Something to Think About» - 2:48
6. «No Tomorrow in Sight» - 3:11
7. «I'm So Ashamed» - 3:40
8. «A Moment Isn't Very Long» - 3:19
9. «Rainy Day Blues» - 3:34
10. «You Wouldn't Cross the Street to Say Goodbye» - 3:26
11. «I Guess I've Come to Live Here in Your Eyes» - 2:46
12. «Forgiving You Was Easy» - 2:59